# Victor Sawdon Pritchett
Victor Sawdon Pritchett (16 décembre 1900 – 20 mars 1997) est un écrivain et critique littéraire britannique.

## Œuvre
- Marching Spain, 1928
- Clare Drummer, 1929
- The Spanish Virgin and Other Stories, 1932
- Shirley Sanz, 1932
- Nothing Like Leather, 1935
- Dead Man Leading, 1937
- This England, 1938 (éditeur)
- You Make Your Own Life, 1938
- In My Good Books, 1942
- It May Never Happen, 1945
- Novels and Stories by Robert Louis Stevenson, 1945 (éditeur)
- Build the Ships, 1946
- The Living Novel, 1946
- Turnstile One, 1948 (éditeur)
- Why Do I Write?: An Exchange of Views Between Elizabeth Bowen, Graham Greene, and V. S. Pritchett, 1948
- Mr Beluncle, 1951
- Books in General, 1953
- The Spanish Temper, 1954
- Collected Stories, 1956
- The Sailor, The Sense of Humour and Other Stories, 1956
- When My Girl Comes Home, 1961
- London Perceived, 1962
- The Key to My Heart, 1963
- Foreign Faces, 1964
- New York Proclaimed, 1965
- The Working Novelist, 1965
- The Saint and Other Stories, 1966
- (en) Dublin: A Portrait, photographies d'Evelyn Hofer, Londres, Bodley Head, New York, Harper & Row, 1967.
- A Cab at the Door, 1968
- Blind Love, 1969
- George Meredith and English Comedy, 1970
- Midnight Oil, 1971
- Penguin Modern Stories, 1971 (et al.)
- Balzac, 1973
- The Camberwell Beauty, 1974
- The Gentle Barbarian: the Life and Work of Turgenev, 1977
- Selected Stories, 1978
- On the Edge of the Cliff, 1979
- Myth Makers, 1979
- The Tale Bearers, 1980
- The Oxford Book of Short Stories, 1981 (éditeur)
- The Turn of the Years, 1982 (avec R. Stone)
- Collected Stories, 1982
- More Collected Stories, 1983
- The Other Side of a Frontier, 1984
- A Man of Letters, 1985
- Chekhov, 1988
- A Careless Widow and Other Stories, 1989
- Complete Short Stories, 1990
- At Home and Abroad, 1990
- Lasting Impressions, 1990
- Complete Collected Essays, 1991
- A Cab at the Door & Midnight Oil, 1994  (ISBN 0-679-60103-1)
- The Pritchett Century, 1997